# ماری گریس کنفیلد
ماری گریس کنفیلد (انگلیسی: Mary Grace Canfield؛ ۳ سپتامبر ۱۹۲۴ – ۱۵ فوریهٔ ۲۰۱۴) یک هنرپیشه اهل ایالات متحده آمریکا بود. 